# Люминофор
Люминофо́р (от лат. lumen — свет и др.-греч. φορός — несущий) — специально синтезируемые и практически используемые вещества, имеющие способность к люминесценции.

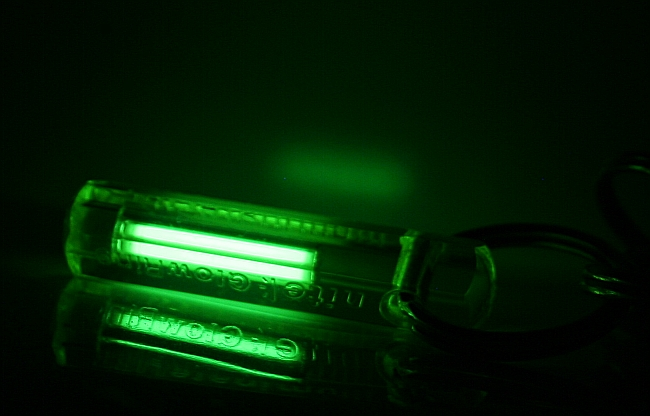
Тритиевый брелок. Люминофор на поверхности ампулы светится под действием β-распада трития

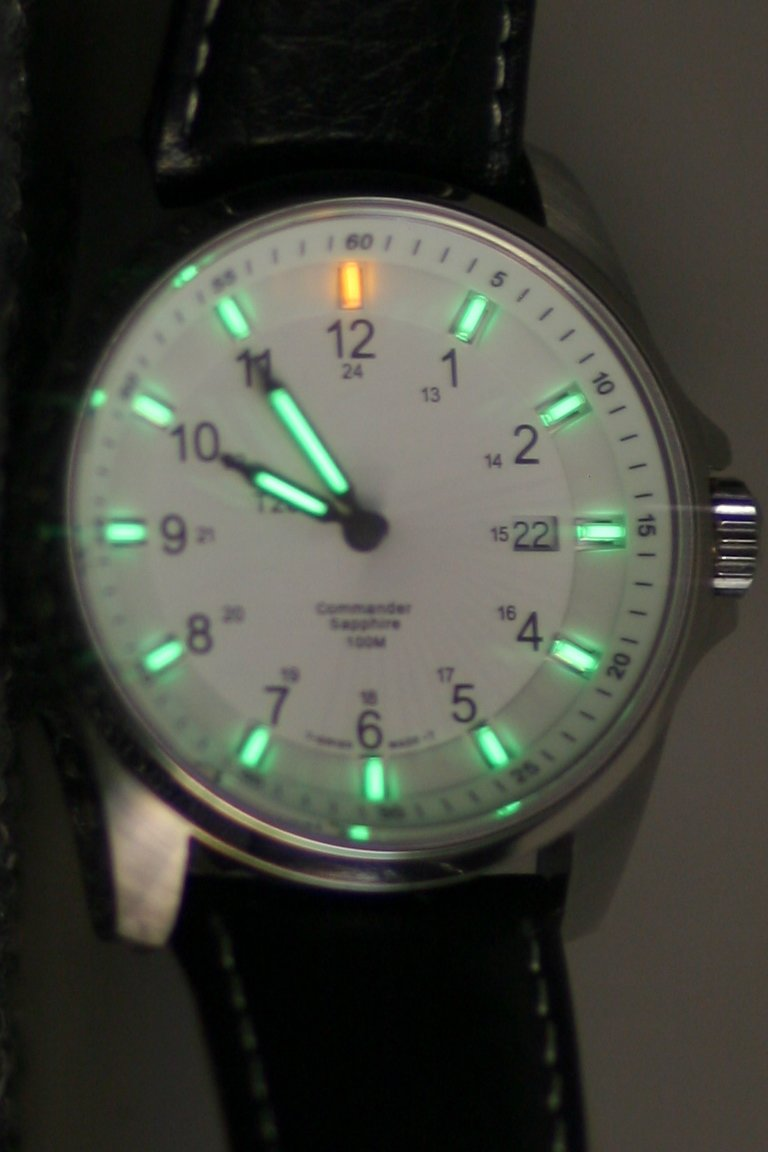
Часы с тритиевым люминофором

## Основные сведения
По химической природе люминофоры разделяются на неорганические (фосфо́ры), большинство из которых относится к кристаллофосфо́рам, и органические (органолюминофоры). Свечение неорганических люминофоров (кристаллофосфоров) обусловлено в большинстве случаев присутствием посторонних катионов, содержащихся в них в малых количествах (от 0,0001 % до 2 %).
Такие примеси (активаторы) обычно являются ионами переходных металлов, например, люминесценция сульфида цинка активируется примесью ионов меди.

## История
Люминесценция — нетепловое свечение вещества, происходящее после поглощения им энергии возбуждения. Впервые люминесценция была описана в XVIII веке.
Один из видов люминесценции, хемилюминесценция (свечение в результате химической реакции), наблюдался впервые в 1669 году Хеннигом Брандом, открывшим фосфор.
До XX века теоретические представления о сущности хемилюминесценции состояли в том, что часть выделяющейся при химической реакции энергии не превращается в теплоту; атомы реагирующих веществ переходят при этом в возбужденное состояние, проявляющееся в свечении.
В XX веке Каутский и Цохер в работе над ненасыщенными соединениями кремния обнаружили, что при действии света на них происходит очень яркое явление хеми-, катодо- и фотолюминесценции (фосфоресценции и флюоресценции). Учёные обнаружили, что при охлаждении происходит усиление люминесценции, что навело их на мысль о том, что источником хемилюминесценции могут быть те же объекты, которые вызывают флюоресценцию. То есть, атомы вещества, которые не принимают непосредственного участия в химической реакции, а получают энергию для свечения от прореагировавших частиц.
В 20-х годах XX века по инициативе советского ученого С. И. Вавилова начались исследования, направленные на создание люминесцентных ламп, новых для того времени источников света. В 1929 году инженер-эмигрант из России, учёный В.К. Зворыкин (1889-1982) запатентовал иконоскоп — принимающую трубку для телевизоров. Два года спустя был запатентован кинескоп для телевизора ТК-1. В то же время советским инженером О. В. Лосевым была обнаружено явление, названное электролюминесценцией, которая стала использоваться в производстве светодиодов. С начала 90-х годов — помимо традиционных явлений люминесценции (газового разряда, фотолюминесценции, инжекционной и полевой электролюминесценции, низко- и высоковольтной катодолюминесценции) — началось исследование катодолюминесценции в среднем диапазоне энергий электронного пучка.
В настоящее время явление люминесценции активно используется в создании люминесцентных ламп и светодиодов, в люминофорных экранах для медицинского оборудования, в цветных экранах телевизоров и других электронных приборов, в дизайне, а также в системах безопасности и эвакуации.
С каждым годом технологии производства люминесцирующих веществ совершенствуются, что помогает создавать люминофоры с улучшенными световыми качествами.

## Классификация
Список веществ, способных создавать свечение под тем или иным воздействием, достаточно обширен, и поэтому существует несколько видов классификаций данных соединений. Классификация по методу возбуждения является наиболее удобной, поэтому во многих книгах о люминофорах используют именно её.
| Способ возбуждения люминесценции     | Вид люминофоров   |
| ------------------------------------ | ----------------- |
| УФ излучением                        | Фотолюминофор     |
| Пучком электронов                    | Катодолюминофор   |
| Электрическим полем                  | Электролюминофор  |
| α-, β- излучением радиоактивных волн | Радиолюминофоры   |
| Рентгеновским или γ- излучением      | Рентгенолюминофор |

| Вид люминесценции     | Вид поглощаемой энергии                    |
| --------------------- | ------------------------------------------ |
| Фотолюминесценция     | Электромагнитное излучение (УФ, видимое)   |
| Рентгенолюминесценция | Электромагнитное излучение (рентгеновское) |
| Катодолюминесценция   | Кинетическая энергия электронов            |
| Электролюминесценция  | Энергия электрического поля                |
| Радиолюминесценция    | Энергия α-, β-, γ- лучей, ионов            |
| Хемилюминесценция     | Энергия химической реакции                 |
| Биолюминесценция      | Энергия биохимической реакции              |
| Триболюминесценция    | Механическая энергия трения                |
| Термолюминесценция    | Тепловая энергия                           |

| Характер         | Люминофор                                                                   |
| ---------------- | --------------------------------------------------------------------------- |
| Внутрицентровой  | Используется непроводящий люминофор с, или люминофор с дискретными центрами |
| Рекомбинационный | Используется фотопроводящий люминофор                                       |

| Вид люминесценции | Временная характеристика |
| ----------------- | ------------------------ |
| Флюоресценция     | Быстро затухающая        |
| Фосфоресценция    | Длительная               |

## Спектры поглощения и возбуждения
Важная характеристика люминофоров — спектры поглощения, отражающие зависимость величины поглощаемой энергии от длины волны падающего на люминофор света. Спектр излучения люминофора зависит от химической природы активатора и основы люминофора, их взаимодействия, а в случае люминофоров с несколькими активаторами — и от взаимодействия активаторов между собой. Спектры излучения могут зависеть от интенсивности и длины волны возбуждающего света, а также от температуры.
Зависимость спектров излучения от длины волны возбуждающего света может быть хорошо прослежена на характеристических люминофорах (Ca, Mg)3(PO4)2·Sn и (Ca, Zn)3(PO4)2·Sn. Их спектры излучения состоят из широких полос, расположенных в красной и зелёной областях спектра.

## Методы синтеза
Количество веществ, которые можно использовать для синтеза люминофоров, достаточно велико, однако на практике используются следующие классы соединений: халькогениды и фосфаты металлов второй группы, силикаты, оксиды, вольфраматы, соединения редкоземельных элементов, полициклические ароматические соединения (например, рубрен).
Технология изготовления люминофоров относится к высокотемпературному тонкому неорганическому синтезу. Люминофоры используют в виде поликристаллических порошков, реже в виде монокристаллов и тонких плёнок. Синтез люминофоров производят при 900—1200ºС.
Для получения люминофора с заданными свойствами необходимо строго соблюдать состав шихты и условия прокаливания, не допускать попадания случайных примесей, обеспечить тщательную сушку люминофора. Также необходимо соблюдать чистоту материалов на всех этапах синтеза.
Халькогениды элементов второй группы
Почти все халькогениды представляют собой фотополупроводниковые соединения с электронным типом проводимости (примесь имеет валентность большую, чем чистый полупроводник, появляются свободные электроны). Для теллурида цинка характерна дырочная проводимость (примесь имеет меньшую валентность, чем чистый полупроводник, появляются разрывы связей — дырки), а для теллурида кадмия дырочная и электронная.
Халькогенидам цинка и кадмия присуща «самоактивированная» люминесценция, обусловленная собственными дефектами, либо ассоциатами с примесью галогенов или трехвалентных катионов. Также для халькогенидов характерна люминесценция, связанная с введением активирующих примесей.
Люминофоры на основе сульфидов щелочноземельных металлов синтезируют прокаливанием смесей соответствующих карбонатов с активатором, серой, плавнями и восстановителем. Основная реакция, которая протекает при синтезе люминофоров может быть представлена уравнением :
{\displaystyle {\mathsf {4MeCO_{3}+4S\rightarrow 3MeS+MeSO_{4}+4CO_{2}}}}
Сульфид цинка можно получить сероводородным методом по реакции:
{\displaystyle {\mathsf {ZnSO_{4}+H_{2}S\rightarrow ZnS+H_{2}SO_{4}}}}
Также следует упомянуть тиосульфатный метод получения сульфидов, основанный на реакциях, которые могут быть упрощенно записаны как:
{\displaystyle {\mathsf {MeSO_{4}+2Na_{2}S_{2}O_{3}\rightarrow MeS_{2}O_{3}+Na_{2}SO_{4}}}}
При синтезе халькогенидных люминофоров исходные сульфиды получают заранее. Синтез происходит в 3 этапа:
Приготовление шихты
На технических весах взвешивают нужное количество халькогенида (в порошке) и добавляют к нему заданное количество растворов плавня (вещество, добавляемое к руде при её плавке для увеличения плавкости имеющихся в ней примесей и образования шлаков) и активатора (вещество, интенсифицирующее физические и химические процессы). Шихта (исходная смесь, использующаяся в пирометаллургических или иных высокотемпературных процессах) тщательно перемешивается.
Сушка
Шихта высушивается при 100—120ºС в сушильном шкафу до пыления в течение времени зависящего от количества шихты (примерно 0,5-1 час).
Прокаливание
Прокаливание проводится в муфельной печи при заданной температуре 900—1200ºС в течение времени, зависящего от количества шихты (около 0,5-1 часа). На стадии прокаливания шихты происходит процесс образования люминофора, то есть кристаллизация основного вещества, диффузия введенных в шихту активирующих примесей, гетерогенные химические и межкристаллические реакции образования в решетке различных дефектов.
Селениды цинка и кадмия получают из сульфидов по реакции, которая в упрощенном виде выглядит так:
{\displaystyle {\mathsf {MeS+H_{2}SeO_{3}\rightarrow MeSe+SO_{2}+H_{2}O}}}
Фосфаты металлов второй группы
Среди фосфатов наиболее широкое применение в производстве люминофоров находит фосфат кальция, который используется для люминесцентных источников света. Разнообразие люминесцентных свойств фосфатов заключается в наличии у них большого количества полиморфных модификаций, относительной рыхлостью решеток, которые создают благоприятные условия для формирования люминофора. Также для синтеза люминофоров используют фосфат цинка, который является основой для синтеза катодолюминофоров с красным излучением. Двойные фосфаты кальция и магния используют для синтеза люминофоров, которые впоследствии применяют в лампах ультрафиолетового излучения.
Фосфаты в твердой фазе можно синтезировать по-разному. Например, фосфаты кальция и стронция получаются по одному из следующих вариантов:
{\displaystyle {\mathsf {Me_{2}P_{2}O_{7}+MeCO_{3}\xrightarrow {1000^{\circ }C} Me_{3}(PO_{4})_{2}+CO_{2}}}}
{\displaystyle {\mathsf {3MeCO_{3}+2(NH_{4})_{2}HPO_{4}{\xrightarrow {1100^{\circ }C}}Me_{3}(PO_{4})_{2}+4NH_{3}+3CO_{2}+2H_{2}O}}}
Силикаты
Самое большое распространение в производстве силикатных люминофоров получил силикат цинка, использующийся как основа для катодолюминофоров с зелёным свечением. Благодаря высокой химической и термической стойкости, стабильности к электронной бомбардировке, силикатные люминофоры используются в электронно-лучевых приборах. Силикат цинка готовят прокаливанием смеси ZnO c SiO2 при 1200º.
Силикат кальция, активированный Pb и Mn может быть получен путем прокаливания смеси карбонатов или окислов соответствующих металлов с SiO2. Для этого требуется температура в 1150º и атмосфера водяного пара, который оказывает минерализующее действие (превращение в твердое состояние).
Оксидные системы
Многие металлы II, III, IV групп периодической системы обладают люминесценцией при фото-, катодном и рентгеновском возбуждении, но практическое применение имеют немногие. Наиболее широкое применение получил оксид цинка, использующийся в качестве катодолюминофора с очень коротким послесвечением, а также в низковольтных катодолюминофорных индикаторах.
В качестве основы для синтеза катодолюминофоров всё более широкое применение имеют оксиды и оксисульфиды редкоземельных элементов (РЗЭ). Их существенным преимуществом является большая насыщенность цвета и высокая устойчивость к электронной бомбардировке.
Вольфраматы
Вольфраматные люминофоры в основном относятся к самоактивированным, то есть люминесцируют без введения активатора.
Соединения редкоземельных элементов
Соединения РЗЭ успешно играют роль, как основного вещества, так и активатора. Такие соединения используются в синтезе катодолюминофоров, работающих при высоких плотностях тока электронного возбуждения.

## Применение

### Светотехника
Использование люминофоров в технике позволяет экономить электроэнергию, так как развитие полупроводниковой техники стимулировало работы по созданию инжекционных электролюминесцентных источников освещения. Люминофор применяется для коррекции спектра излучения в некоторых источниках света. В люминесцентных и дуговых ртутных люминофорных (ДРЛ) внутренняя колба покрывается люминофором, поглощающим ультрафиолетовое излучение, создаваемое парами ртути, и излучающим в видимом диапазоне. 
Белые светодиоды содержат кристалл, излучающий синий свет, покрытый люминофором на основе иттрий-алюминиевого граната (YAG), поглощающим часть синего излучения и излучающим свет в красно-жёлтой области.
Неорганические люминофоры применяют в люминесцентных лампах, электронно-лучевых трубках.

### Слабое свечение
Возможность смотреть телевизор предоставляется благодаря люминофорам, ведь для экранов приемных телевизионных трубок практикуется использование смесей люминофоров для получения высокой яркости свечения, близкого к белому. Применение люминофоров в медицинской отрасли позволяет делать рентген и флюорографию. А также способность люминофоров светиться без электрического источника энергии нашла применение в системах эвакуации и пожарной безопасности.
Неорганические люминофоры применяют для изготовления рентгеновских экранов, служат индикаторами радиации и др.
Органические люминофоры (иногда их называют «люмогены») применяют для изготовления ярких флуоресцентных красок для окрашивания текстиля, пластмасс, украшений, для производства типографских красок, для пигментации полимерной глины, красок для обоев, пигментов для татуировки, косметики, люминесцирующих материалов, а также используют для выявления трещин в деталях и чувствительном люминесцентном анализе в химии, биологии, медицине и криминалистике. Люминофор также используется в кинескопах. Для цветных  кинескопов разработаны  люминофоры, дающие три основных цвета: синий (ZnS:Ag), зелёный (ZnSe:Ag) и красный (Zn3(Po4)2:Mn).